# 篠之井站
篠之井站（日语：／ Shinonoi eki */?）是一位於日本長野縣長野市的鐵路車站，東日本旅客鐵道（JR東日本）及信濃鐵道均有路線途經，兩間鐵路公司均有使用權，而管理權及日常站務處理則由JR東日本負責車站管理事宜。
按日語慣常翻譯，片假名通常都不作漢字對應，本站正確的中文譯名其實應稱為「篠井」，但由於「篠之井」的譯法較為華人所認識，因此本條目仍沿用「篠之井」的稱呼。

## 概況
過往信濃鐵道線全線也是屬於信越本線的一部份，1997年10月1日，長野新幹線開業，JR東日本須按《新幹線整備法》須交出由輕井澤至本站的路段，及後由信濃鐵道接辦。現時運行的系統為信濃鐵道線、信越本線（長野段）直通運轉，所有到達本站的列車均繼續駛入對方路段。
另外，名義上本站都是三線的終點站，但在現時的班次設定下，並沒有任何一班車以此作為終站，除信濃鐵道線外，篠之井線的列車也會直通至長野站。所有普通列車、特急「信濃」、「梓」、大部份快速列車及部份觀光列車都停靠；但上、下午繁忙時間的通勤快線，包括直通信越鐵道線的「信濃Sunrise」及「信濃Sunset」、觀光列車「六文」、直通篠之井線的「早晨liner」、以及觀光列車「夜景姨捨」、「Resort View 故鄉」則為通過。

## 車站結構
側式月台1面1線，島式月台1面2線的地面車站。設有跨站式站房。

### 月台配置
| 月台 | 路線        | 方向 | 目的地                 |
| ---- | ----------- | ---- | ---------------------- |
| 1    | ■篠之井線   | 上行 | 松本、上諏訪、甲府方向 |
| 1    | ■信濃鐵道線 | 上行 | 戶倉、上田、小諸方向   |
| 2、3 | ■信越本線   | 下行 | 長野方向               |

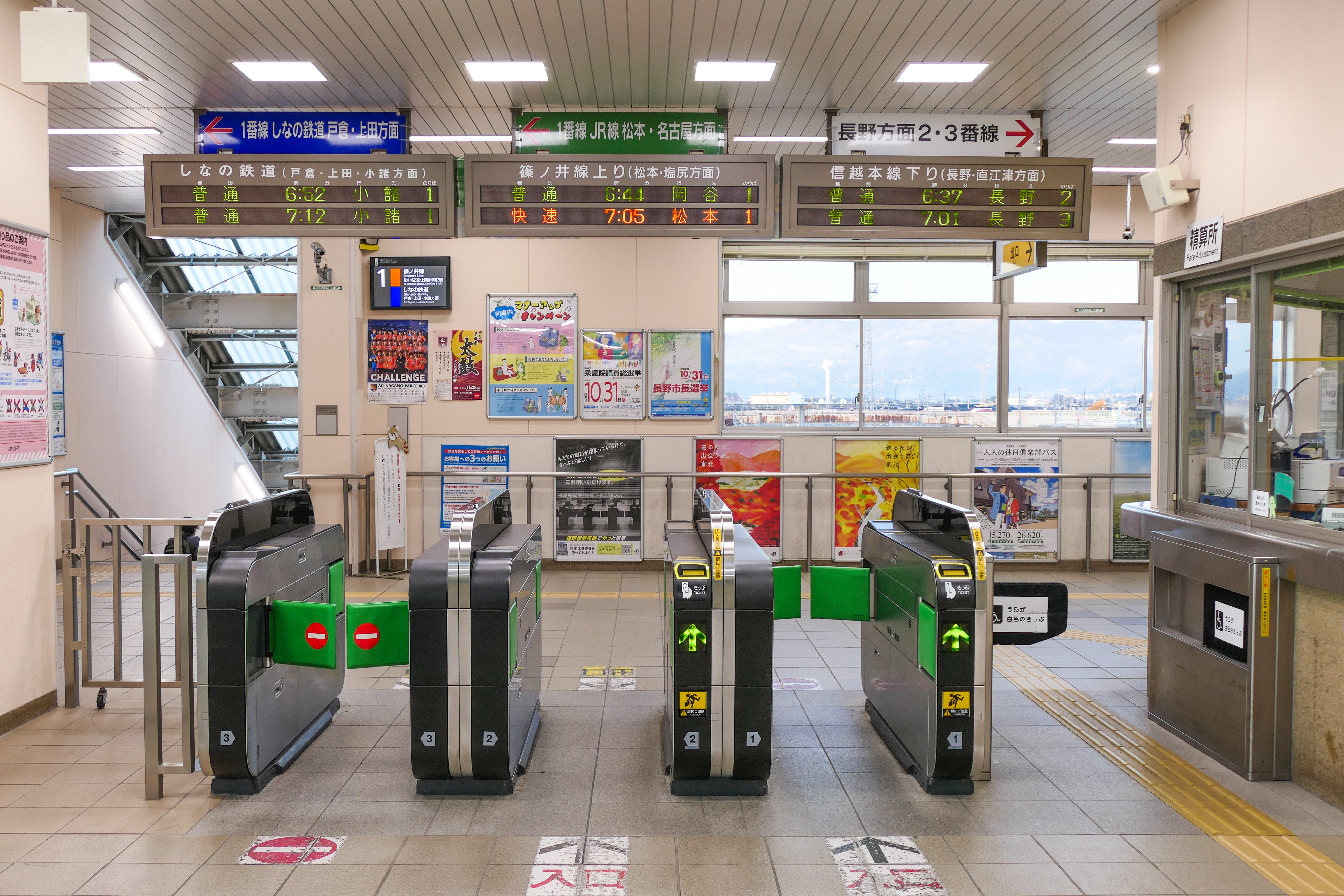
檢票口（2021年10月）
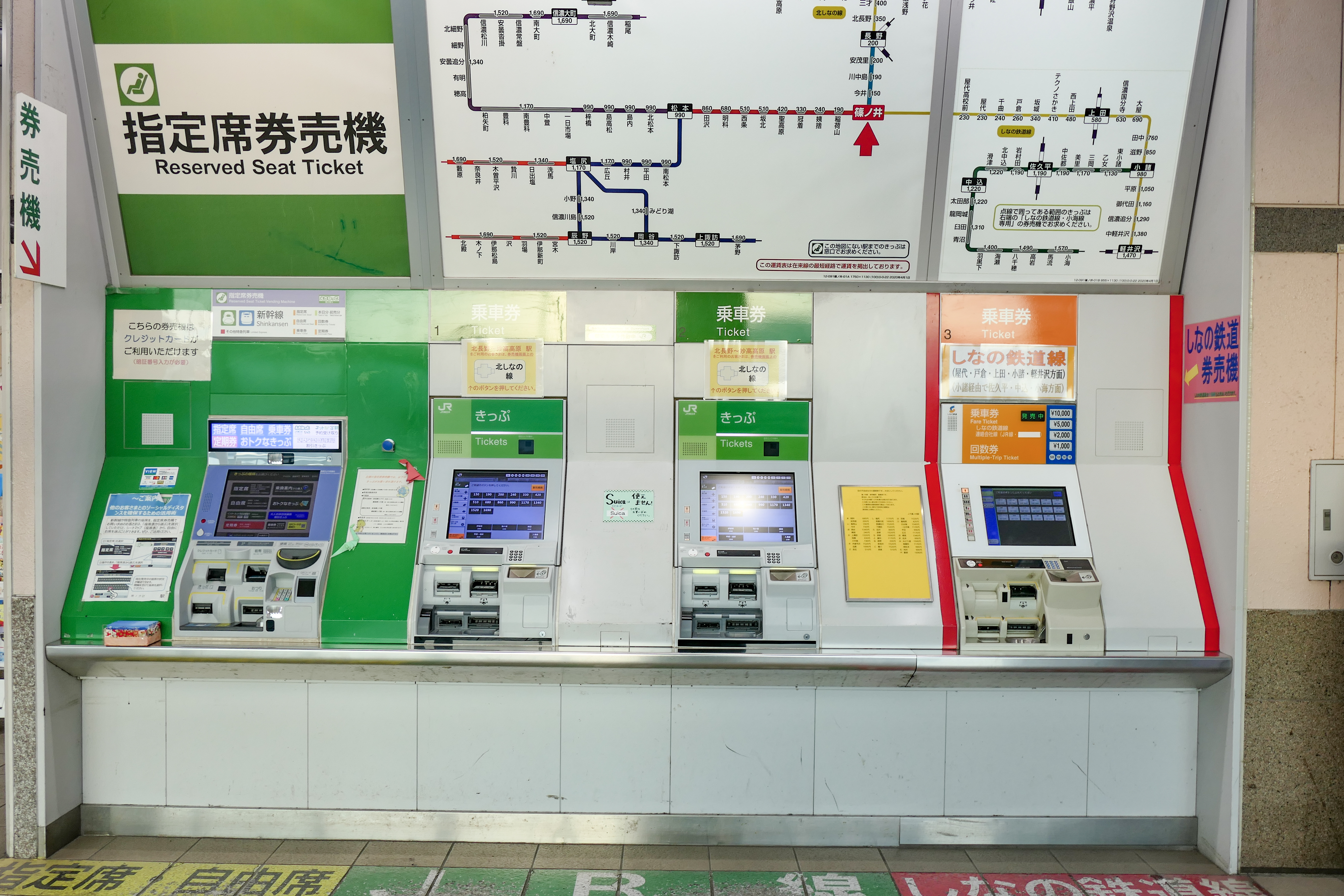
自動售票機（2021年10月）
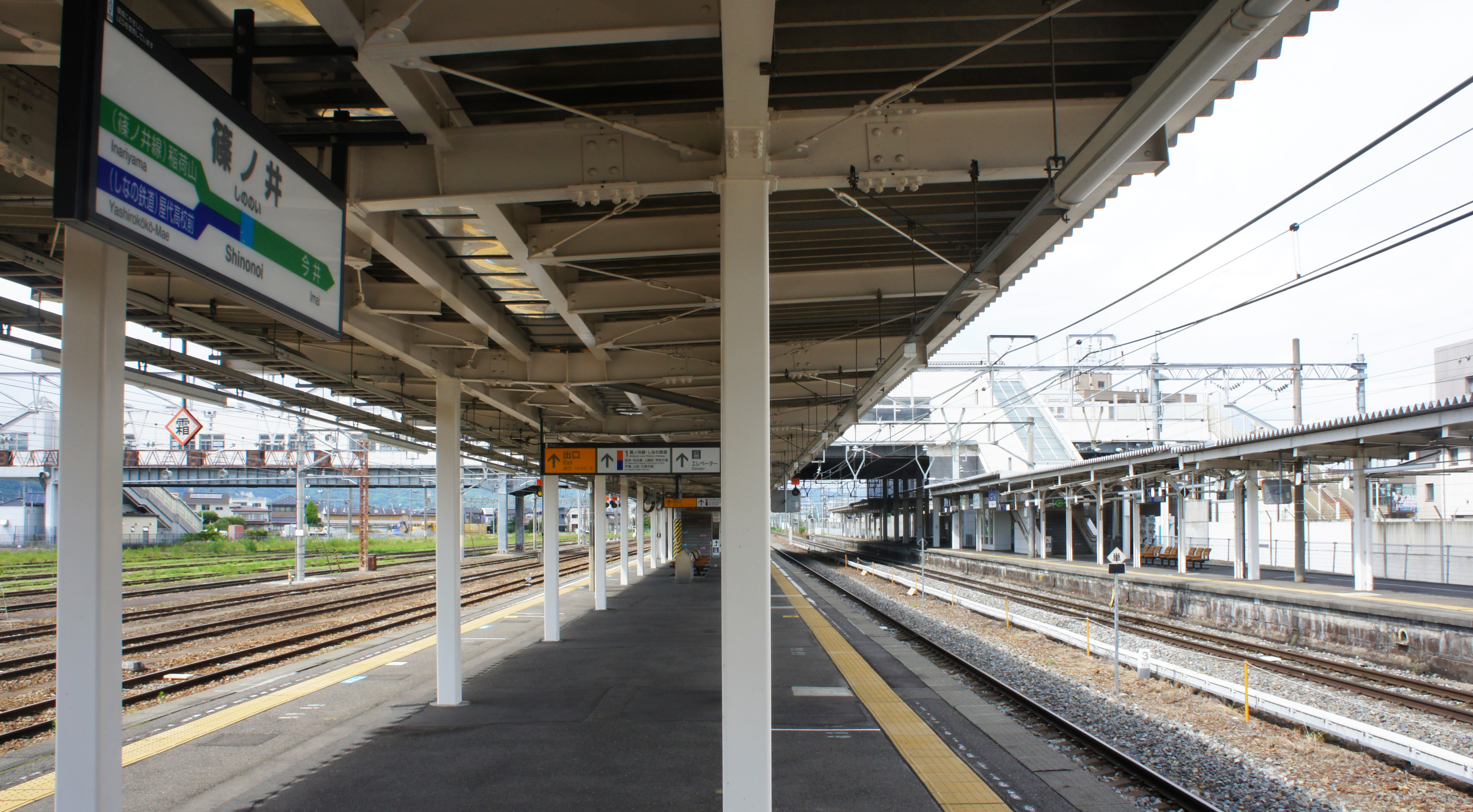
月台（2021年7月）
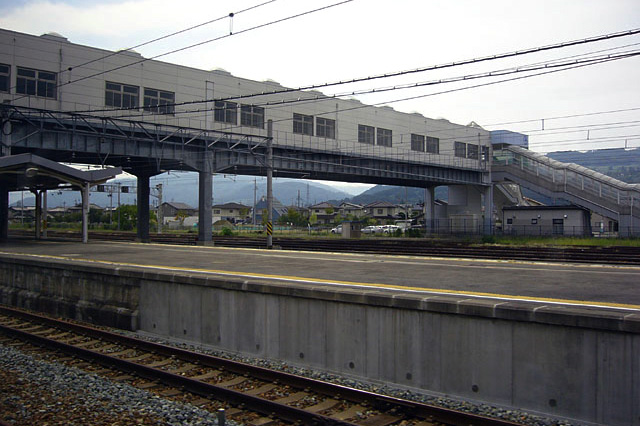
東西自由通路（2005年9月）

## 利用人數
| 乗車人員推算 | 乗車人員推算 | 乗車人員推算 |
| 年度         | 1日平均人數  |              |
| ------------ | ------------ | ------------ |
| 2000         | 10,935       |              |
| 2001         | 10,622       |              |
| 2002         | 10,397       |              |
| 2003         | 10,252       |              |
| 2004         | 10,077       |              |
| 2005         | 9,995        |              |
| 2006         | 9,872        |              |
| 2007         | 9,643        |              |
| 2008         | 9,588        |              |
| 2009         | 9,599        |              |
| 2010         | 9,477        |              |
| 2011         | 9,405        |              |
| 2012         | 9,381        |              |
| 2013         | 9,494        |              |

## 相鄰車站
東日本旅客鐵道
■篠之井線、■信越本線
- 特急「信濃」停車站

□快速
稻荷山（下行部分列車停靠聖高原） → 篠之井－川中島（下行部分列車停靠長野）
■普通（包括「水篶」）
稻荷山－篠之井－今井
信濃鐵道
■信濃鐵道線
□快速「信濃日出」「信濃日落」
通過
□快速
屋代－篠之井－（川中島）
■普通
屋代高井前－篠之井－（今井）

## 外部連結
- JR東日本篠之井站公式網頁。 （页面存档备份，存于）（日語）